# Budapests 22:a distrikt
Budapests 22:a distrikt är en del av huvudstaden Budapest i Ungern. Antalet invånare är 50 499.